# Gringo

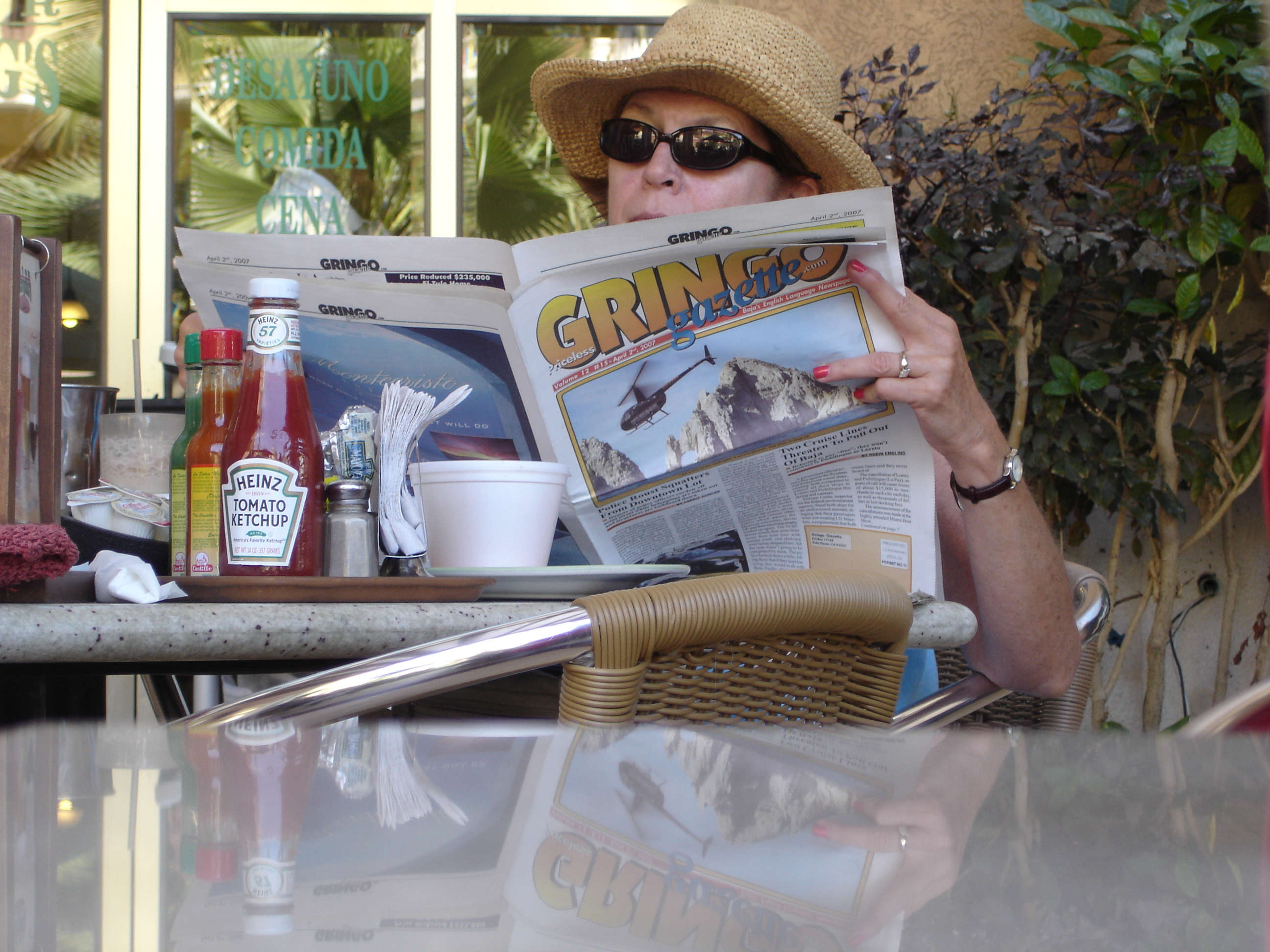
Stereotypizující fotografie ženy z USA čtoucí Gringo Gazette

Gringo je termín, používaný převážně ve španělsky a portugalsky mluvících zemích, označující cizince bílé pleti. Ve španělštině se toto označení vztahuje zejména na osoby pocházející ze Spojených států, tj. bílé Američany. Samotné USA bývají označovány jako Gringoland či Gringolandia.